# Musée gruérien
 (juin 2016).
Si vous disposez d'ouvrages ou d'articles de référence ou si vous connaissez des sites web de qualité traitant du thème abordé ici, merci de compléter l'article en donnant les références utiles à sa vérifiabilité et en les liant à la section « Notes et références ».
Le Musée gruérien est un musée d'art et d'histoire de la Gruyère situé à Bulle dans le canton de Fribourg en Suisse. Il favorise la création, étudie et met en valeur le patrimoine de la région depuis 1917. Situé près du centre historique de Bulle, il propose depuis 2012 le parcours permanent « La Gruyère - itinéraires et empreintes ». Le musée a obtenu une nomination en 2013 pour le Prix du Musée européen de l'année. Il fait également partie des 50 plus beaux musées de Suisse sélectionnés par Patrimoine suisse en 2015.
La Bibliothèque de Bulle, établie dans le même bâtiment, acquiert, conserve et met à disposition de ses usagers des livres et des périodiques (lecture publique, jeunesse, scolaire, collections patrimoniales).
La Société des Amis du Musée gruérien soutient l'institution et compte plus de 4 000 membres.

## Collections
- Collection historiques et ethnographiques (plus de 25 000 pièces). Objets et accessoires liés à la production du fromage de Gruyère et à la vie quotidienne du XVIIIe au XXe siècle : cloches et sonnailles des troupeaux, cuillères de bois sculpté, objet de piété, mobilier (armoires de mariage), vêtements. Objets liés à l'histoire industrielle du XVIIIe au XXe siècle (verrerie, lait en poudre, chocolat, bois et pailles tressées). Collection d'armes (XVe – XXe siècle).
- Arts visuels (peinture, gravure, sculpture, dessin, affiche). Premières poyas (peintures de la montée à l'alpage de Sylvestre Pidoux). Peinture suisse et fribourgeoise (Jean Crotti, Félix Vallotton, Denise Voïta, Joseph Reichlen, Raymond Buchs, Jean-Louis Tinguely, François-Joseph Bonnet, Louis Vonlanthen, Hiram Brülhart, Albert Lugardon, Paul Pierre Messerli, Pierre Spori, Jacques Cesa, François Burland, etc.)
- Collections photographiques d’importances régionale, nationale et internationale (plus d’un million de négatifs et de tirages, cartes postales, série « Les Frères » de Marcel Imsand, daguerréotypes de Joseph-Philibert Girault de Prangey).
- Archives de la ville de Bulle et fonds d'archives régionales.

## Expositions
- Exposition permanente : La Gruyère - itinéraires et empreintes[2] (depuis 2012). Un parcours balisé pour découvrir et mieux comprendre la Gruyère et ses habitants. Une vision actualisée et vivante du patrimoine régional avec 1 200 objets et images, des audiovisuels, des maquettes, des jeux et des manipulations destinées au jeune public.
- Trésors des collections : un espace de 150 m2 présente en alternance les plus belles pièces des réserves du Musée gruérien. Exposition permanente des daguerréotypes de Joseph-Philibert Girault de Prangey.
- Expositions temporaires : le musée présente sur 350 m2 des expositions thématiques et des projets artistiques.
- Parcours historique en ville de Bulle : Bulle à parcourir[3].

## Publications
- La Gruyère dans le miroir de son patrimoine[4], 5 volumes et un DVD, 2011  (ISBN 978-2-940235-82-7)
  - Tome 1 - Des armaillis et des ouvriers
  - Tome 2 - Entre ville et campagne
  - Tome 3 - Pouvoirs et Territoires
  - Tome 4 - Sous le signe de la croix
  - Tome 5 - Une région en représentation
  - DVD - Le regard des médias

### Les Cahiers du musée
- À la mode no 9 - 2013
- Histoire au féminin no 8 – 2011
- Le Musée gruérien no 7 – 2009
- Le Bois no 6 - 2007
- L'Émulation - Une revue au XIXe siècle no 5 - 2005
- La Radio en Gruyère no 4 - 2003
- Le Tourisme no 3 - 2001
- La Civilisation du Gruyère no 2 - 1999
- La fête no 1 - 1997